# Surfisktjärnarna (Ströms socken, Jämtland, 714760-146196)
Surfisktjärnarna är en sjö i Strömsunds kommun i Jämtland och ingår i Ångermanälvens huvudavrinningsområde.